# Jastrebljak
Jastrebljak (lat. Hypochaeris, sin. Achyrophorus) je rod od osamdesetak vrsta glavočika, jednogodišnjeg raslinja i trajnica rasprostranjenih po Euroaziji, sjevernoj Africi i Južnoj Americi. 
U Hrvatskoj raste nekoliko vrsta kretski jastrebljak (H. cretensis), mačkouhi jastrebljak (H. achyrophorus), glatki jastrebljak (H. glabra), pjegavi jastrebljak (H. maculata) i korjeniti jastrebljak (H. radicata)
Mladi listovi nekih vrsta su jestivi pjegasti jastrebljak (H. maculata), korjeniti jastrebljak (H. radicata).

## Vrste
1. Hypochaeris acaulis (J.Rémy) Britton
2. Hypochaeris achyrophorus L.
3. Hypochaeris alba Cabrera
4. Hypochaeris albiflora (Kuntze) Azevêdo-Gonç. & Matzenb.
5. Hypochaeris angustifolia (Litard. & Maire) Maire
6. Hypochaeris apargioides Hook. & Arn.
7. Hypochaeris arachnoides Poir.
8. Hypochaeris arenaria Gaudich.
9. Hypochaeris argentina Cabrera
10. Hypochaeris balbisii Loisel.
11. Hypochaeris caespitosa Cabrera
12. Hypochaeris catharinensis Cabrera
13. Hypochaeris chillensis (Kunth) Britton
14. Hypochaeris chondrilloides (A.Gray) Cabrera
15. Hypochaeris ciliata (Thunb.) Makino
16. Hypochaeris clarionoides (J.Rémy) Reiche
17. Hypochaeris claryi Batt.
18. Hypochaeris crepioides Tatew. & Kitam.
19. Hypochaeris cretensis (L.) Bory & Chaub.
20. Hypochaeris echegarayi Hieron.
21. Hypochaeris elata Griseb.
22. Hypochaeris eremophila Cabrera
23. Hypochaeris eriolaena (Sch.Bip.) Reiche
24. Hypochaeris facchiniana Ambrosi
25. Hypochaeris glabra L.
26. Hypochaeris graminea Hieron.
27. Hypochaeris grisebachii Cabrera
28. Hypochaeris hohenackeri (Sch.Bip.) Domke
29. Hypochaeris hookeri Phil.
30. Hypochaeris incana (Hook. & Arn.) Macloskie
31. Hypochaeris laevigata (L.) Cesati
32. Hypochaeris leontodontoides Ball
33. Hypochaeris lutea (Vell.) Britton
34. Hypochaeris maculata L.
35. Hypochaeris megapotamica Cabrera
36. Hypochaeris melanolepis Phil.
37. Hypochaeris meyeniana (Walp.) Benth. & Hook.f. ex Griseb.
38. Hypochaeris microcephala (Sch.Bip.) Cabrera
39. Hypochaeris mucida Domke
40. Hypochaeris nahuelvutae Phil.
41. Hypochaeris neopinnatifida Azevêdo-Gonç. & Matzenb.
42. Hypochaeris oligocephala (Svent. & Bramw.) Lack
43. Hypochaeris palustris (Phil.) De Wild.
44. Hypochaeris pampasica Cabrera
45. Hypochaeris parodii Cabrera
46. Hypochaeris patagonica Cabrera
47. Hypochaeris petiolaris (Hook. & Arn.) Griseb.
48. Hypochaeris pilosa Reiche
49. Hypochaeris radicata L.
50. Hypochaeris robertia (Sch.Bip.) Fiori
51. Hypochaeris rutea Talavera
52. Hypochaeris saldensis Batt.
53. Hypochaeris salzmanniana DC.
54. Hypochaeris sardoa Bacch., Brullo & Terrasi
55. Hypochaeris scorzonerae (DC.) F.Muell.
56. Hypochaeris sessiliflora Kunth
57. Hypochaeris setosa Formánek
58. Hypochaeris spathulata (J.Rémy) Reiche
59. Hypochaeris taraxacoides Ball
60. Hypochaeris tenuiflora (Boiss.) Boiss.
61. Hypochaeris tenuifolia (Hook. & Arn.) Griseb.
62. Hypochaeris tropicalis Cabrera
63. Hypochaeris uniflora Vill.
64. Hypochaeris variegata (Lam.) Baker

## Sinonimi
- Achyrophorus Adans.
- Agenora D.Don
- Amblachaenium Turcz. ex DC.
- Arachnopogon Berg ex Haberle
- Baldingeria F.W.Schmidt
- Cycnoseris Endl.
- Distoecha Phil.
- Fabera Sch.Bip.
- Heywoodiella Svent. & Bramwell
- Metabasis DC.
- Oreophila D.Don
- Piptopogon Cass.
- Porcellites Cass.
- Robertia A.Rich. ex DC.
- Seriola L.
- Trommsdorffia Bernh.